# Nakajima Ki-34
El Nakajima Ki-34 era un transporte ligero de corto alcance utilizado en un principio como transporte comercial y más tarde durante  la Segunda Guerra Mundial. Era un monoplano bimotor de ala baja; el tren de aterrizaje era del tipo rueda de cola con unidades principales retráctiles. Durante la Guerra del Pacífico, los aliados le asignaron al tipo el nombre-código Thora .
Aunque la Compañía Aeronáutica Nakajima es muy conocida en el campo de los aviones de combate, apenas se menciona la producción de aviones civiles. Uno de los aviones civiles más importantes de la firma Nakajima fue el avión de transporte de pasajeros AT-2. Aunque su diseño básico se basó en el del norteamericano Douglas DC-2, su construcción fue muy innovadora. Fue designado AT (Akegawa Transport) en honor a su ingeniero jefe, Kiyoshi Akegawa. El primer AT realizó con éxito su vuelo inaugural en septiembre de 1936 en el aeródromo de Ojima. A partir de ese momento, el ingeniero jefe, Setsuo Nishimura, se hizo cargo de las mejoras y, el AT se convirtió en un excelente transporte de rango medio con dos o tres tripulantes y ocho plazas con un rendimiento superior en cuanto a capacidad de control y estabilidad. Este avión fue utilizado por la aerolínea nacional japonesa Nihon Koku Yuso K.K. antes de la II Guerra Mundial, y asimismo por los servicios aéreos del ejército y armada japoneses.

## Historia, diseño y desarrollo
En noviembre de 1934, el ejército japonés, a través de una empresa intermediaria canadiense, compró un ejemplar del bimotor Douglas DC-2, que llegó a Japón el mes siguiente y pronto se probó en la base aérea del ejército de Tachikawa. El avión estadounidense fue meticulosamente estudiado tanto por expertos militares como civiles, recibiendo una calificación muy alta.
A principios de 1935, la empresa Nakajima firmó un acuerdo de licencia con la compañía Douglas Aircraft Company para la producción de aviones DC-2 en Japón. Durante 1935, llegaron a Japón cinco juegos de aviones, que se ensamblaron en la planta de Nakajima; estos aviones fueron más tarde puestos en servicio con la aerolínea Nihon Koku Yuso K.K. y aunque la compañía Nakajima, no renovó el pago de licencias para más aparatos DC-2, ganó una experiencia invaluable que permitió implementarlo en sus propios proyectos.
En 1935 bajo la dirección del ingeniero Kiyoshi Akegawa, quien también fue responsable de evaluar el DC-2 se comenzó a diseñar un transporte ligero bimotor más pequeño basado en la configuración del DC-2 para rutas que no tenían la capacidad para justificar el uso del DC-2 más grande. Se desarrolló un proyecto para un pequeño avión de pasajeros, el AT-1 (Transporte Akegawa). El proyecto utilizó en gran medida métodos de construcción característicos del DC-2, en particular, el sistema de plantilla para diseñar elementos estructurales de fuselaje. Aunque el diseño del avión en sí, se inspiró también en los modelos  Northrop Gamma 5A (con la designación BXN1) y General Aviation GA-43, que también se estudiaron exhaustivamente en Japón.
El avión era un monoplano aerodinámicamente limpio que, estaba planeado para ser propulsado por un solo motor Nakajima Kotobuki 2-Kai-1 de 585 hp (436 kW). El diseño inicial fue designado AT-1; este proyecto no llegó a ser construido, ya fue modificado sobre el papel y resultó en un tipo mejorado que voló como un prototipo designado AT-2 el 12 de septiembre de 1936. La estructura del avión, era de construcción metálica, a excepción de las superficies de control de vuelo, que estaba  construidas de madera contrachapada. Las alas utilizaron un diseño en voladizo de múltiples celdas. El prototipo estaba equipado con dos motores radiales Nakajima Kotobuki 2-Kai-1 de 585 hp (436 kW) con hélices bipala de madera de paso fijo que, fueron reemplazados en los modelos de producción por motores radiales de nueve cilindros Kotobuki 2-Kai-3 de 610 hp (455 kW), con hélices metálicas de paso variable.
Un rasgo característico de diseño del AT-2 fue la pendiente inversa de los paneles frontales del dosel de la cabina. Una decisión tan inusual desde el punto de vista de la aerodinámica donde Akegawa claramente "copió" a otro avión estadounidense, el Boeing 247. Esta "solución" técnica fue implementada para proporcionar una mejor visión con mal tiempo; la nieve y el agua de la lluvia no se acumulaba en los cristales de la cabina. El espacioso interior acomodaba de 8 a 10 pasajeros más 200 kg de carga, sin contar los dos o tres tripulantes.
Mientras tanto en el Cuartel General del ejército se tenían algunas dudas debido al avanzado diseño y origen del avión pensado en las perspectivas de adoptar un nuevo avión de transporte, Nakajima ofreció el AT-2 para las necesidades de la aviación civil. En el período de 1937 a 1940, se produjeron 32 ejemplares del AT-2. Cuatro o cinco fueron utilizados como vehículos especiales en el Ministerio de Comunicaciones, doce fueron vendidos a la aerolínea manchú Manshū Kōkū K.K., el resto a la aerolínea nacional Nihon Koku Yuso K.K.. Además, en 1937 se fabricaron adicionalmente 19 aviones por encargo de la Armada Imperial Japonesa. Fueron fabricados con algunas diferencias de instrumentación y entraron en servicio como L1N1.
A fines de 1937, después de disipadas las dudas anteriores, el liderazgo del ejército también decidió ordenar un proyecto de avión de transporte ligeramente mejorado. El avión estaba equipado con motores Kotobuki Ha1 otsu aún más potentes con una potencia de despegue de 710 hp (529 kW) hp nominales Las hélices de madera de paso constante fueron reemplazadas por hélices metálicas bipalas de velocidad variable. Además, se cambiaron los carenados de los motores, que se hicieron un poco más grandes en diámetro, pero perdieron su "decoración" en forma de salientes ciegos para las cabezas de los cilindros.
Estructuralmente, el Ki-34 era un avión completamente moderno; un conjunto de fuselaje y alas completamente metálico con revestimiento de duraluminio, un interior espacioso que podía acomodar de 8 a 10 soldados armados o 1200 kg de carga. El tren de aterrizaje se retraía hidráulicamente en las góndolas del motor, aunque las ruedas no se alojaban por completo en los nichos. La tripulación de tres estaba alojada en una espaciosa cabina aislada del compartimiento de pasajeros, que conservaba un detalle tan reconocible como un parabrisas con pendiente inversa.

## Historial operativo
Uso civil (AT-2)
Se produjeron un total de 32 AT-2 para Dai Nippon Kōkū (20) y Manshū Kōkū K.K. (12), operando en rutas programadas entre Tokio y Hsinking y Tianjin , y en rutas interiores de Manchukuo . Estos aviones permanecieron en servicio operativo hasta la rendición de Japón en agosto de 1945.
Historia militar (Ki-34 / L1N1)

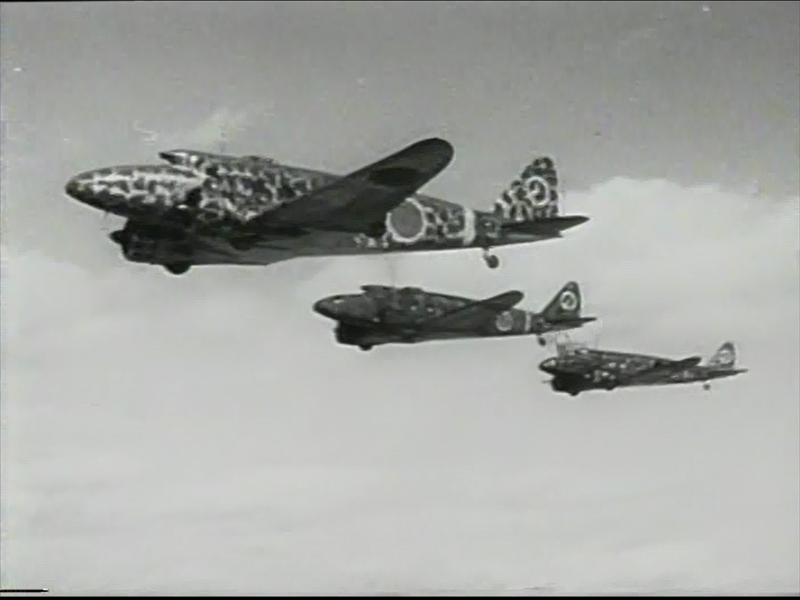
Formación Tipo 97 Ki-34. 1944

Con una gran demanda de una mayor capacidad de transporte militar después del comienzo de la segunda guerra sino-japonesa a principios de 1937, el Ejército Imperial Japonés adaptó el diseño AT-2 para uso militar instalando los más potentes motores radiales Nakajima Ha1b de 719 hp (529 kW) y designando el avión como  Transporte Tipo 97 del Ejército (Nakajima Ki-34). La producción del Ki-34 en Nakajima no duró mucho y se descontinuó gradualmente en 1939 después de que se produjeran 23 aviones, incluidos cuatro prototipos. Después de eso, Nakajima reinició la producción de aviones de combate y, los derechos para producir el transporte Ki-34 se transfirieron a la compañía participada mayoritariamente por el ejército Tachikawa Hikoki K.K. que hasta finales de 1940 produjo otros 295 (según otras fuentes, 288), pasando a construir el similar en capacidad, pero significativamente más moderno y versátil Tachikawa Ki-54.
En servicio operativo, el Ki-34 se utilizó como avión utilitario para tareas de enlace y comunicaciones, pero primordialmente para entrenamiento de paracaidistas y operaciones de fuerzas especiales.
Cuando Japón entró en la II Guerra Mundial, el Ki-34 era el principal avión de transporte del ejército japonés. Sin embargo, para su propósito previsto, precisamente como transporte en un principio, este avión no tuvo la oportunidad de servir. En 1940, bajo la influencia de la experiencia alemana en Europa con sus unidades Fallschirmjäger, aparecieron las primeras unidades Teishin Shudan (Grupo de Asalto Aéreo). Fue una unidad de fuerzas especiales/paracaidistas, unidad de asalto a nivel de división, basada en la principal base aérea de Japón, el aeródromo de Karasehara, Kyūshū, y el Ki-34, relativamente espacioso y de alta velocidad, era lo más adecuado con que se contaba para el lanzamiento de paracaidistas.
En este sentido, la mayoría de los Ki-34 construidos, más 10 AT-2 civiles requisados por el ejército, ingresaron en el recién formado Dai-1 Teishin Shūdan, un batallón móvil aerotransportado de dos escuadrones, en 1941 en relación con la introducción de una nueva estructura de la fuerza aérea del ejército, transformado en el primer Teishin Sentai, que constaba de tres, y luego cinco Chutai - escuadrones -.
Los paracaidistas del ejército se desplegaron por primera vez en combate durante la II Guerra Mundial en la Batalla de Palembang, en Sumatra, Indias Orientales Neerlandesas, el 14 de febrero de 1942. La operación fue bien planificada, con 425 hombres del primer Regimiento de Intervención Aerotransportado que tomaron el aeródromo de Palembang, mientras que los paracaidistas del segundo Regimiento de Intervención Aerotransportado se apoderó de la ciudad y su importante refinería de petróleo. Más tarde, aviones Ki-34 como parte del 1er Teishin Sentai participaron en lanzamientos durante la Campaña de Filipinas, y en Birmania. También, aviones Ki-34 como parte del primer Teishin Sentai participaron en lanzamientos durante la Campaña de Filipinas y en Birmania; sin embargo el modelo resultaba obsoleto y satisfacía cada vez menos al ejército japonés, dando paso gradualmente a los transportes Mitsubishi Ki-57, Kawasaki Ki-56 y Tachikawa Ki-54 más avanzados, espaciosos y de alta velocidad.
Los Ki-34 se retiraron gradualmente de las unidades de la primera línea a finales de 1942, y entraron en servicio con escuadrones de comunicación; algunos se asignaron a escuelas de vuelo y otros se transfirieron a la aviación civil, donde operaron incluso después de la guerra. Se entregaron al menos doce Ki-34 a la aviación del estado títere de Manchukuo, donde se utilizaron para el propósito inicial previsto como aviones de transporte hasta septiembre de 1945, cuando los supervivientes, junto con los AT-2 civiles anteriores, fueron capturados en Harbin por los soviéticos.Varios también fueron transferidos a la fuerza aérea del colaboracionista estado títere japonés de China-Nankín en 1942.
Al término de la guerra, los Ki-34 sobrevivientes también operaron en China.

## Usuarios
Operadores militares
 Japón
- Servicio Aéreo del Ejército Imperial Japonés
- Servicio Aéreo de la Armada Imperial Japonesa

 Gobierno nacionalista de Nankín
- Fuerza Aérea del Gobierno de Nankín

 Mongolia
- Aviación del Ejército Popular de Mongolia Más de 12 aviones capturados a partir de septiembre de 1945

Operadores civiles
 Japón
- Dai Nippon Kōkū

 Manchukuo
- Manshū Kōkū K.K.

## Especificaciones técnicas (Ki-34/L1N1/AT-2 de serie)
Referencia datos: Enciclopedia Ilustrada de la Aviación Vol. 10. (1982) pág. 2580, Edit. Delta ISBN 84-85822-79-X

### Características generales
- Tripulación: 2/3
- Capacidad: 8/12
- Longitud: 15,30 m
- Envergadura: 19,81 m
- Altura: 4,15 m
- Superficie alar: 49,2 m²
- Peso vacío: 3500 kg
- Peso máximo al despegue: 5250 kg
- Planta motriz: 2× Radial 9 cilindros refrigerado por aire Nakajima Kotobuki Ha1b.
  - Potencia: 529 kW (729 HP; 719 CV) cada uno.
- Hélices: 2× Bipala metálica de paso variable por motor.

### Rendimiento
- Velocidad nunca excedida (Vne): 360 km/h a 3360 m
- Velocidad crucero (Vc): 310 km/h
- Alcance: 1200 km
- Techo de vuelo: 7000 m
- Régimen de ascenso: 3000 m en 6 min 38 seg
- Carga alar: 106,7 kg/m²
- Potencia/peso: 0,2017 kW/kg